# Puschkin Vodka
Puschkin Vodka är ett vodkamärke tillverkat av den tyska spritkoncernen Berentzen.
Puschkin Vodka har fått sitt namn efter den ryske diktaren Aleksandr Pusjkin men har inget ryskt ursprung. Dess ryska namn är ur marknadsföringssynpunkt. Puschkin Vodka är det näst största tyska vodkamärket efter Wodka Gorbatschow.